# Хронология отрицания Холокоста
Хронология отрицания Холокоста — события, связанные с отрицанием Холокоста — антисемитской теорией заговора, заключающейся в том, что Холокоста не существовало в том виде, в котором его описывает общепринятая историография, а все факты и доказательства вымышлены или подделаны.

## Предпосылки

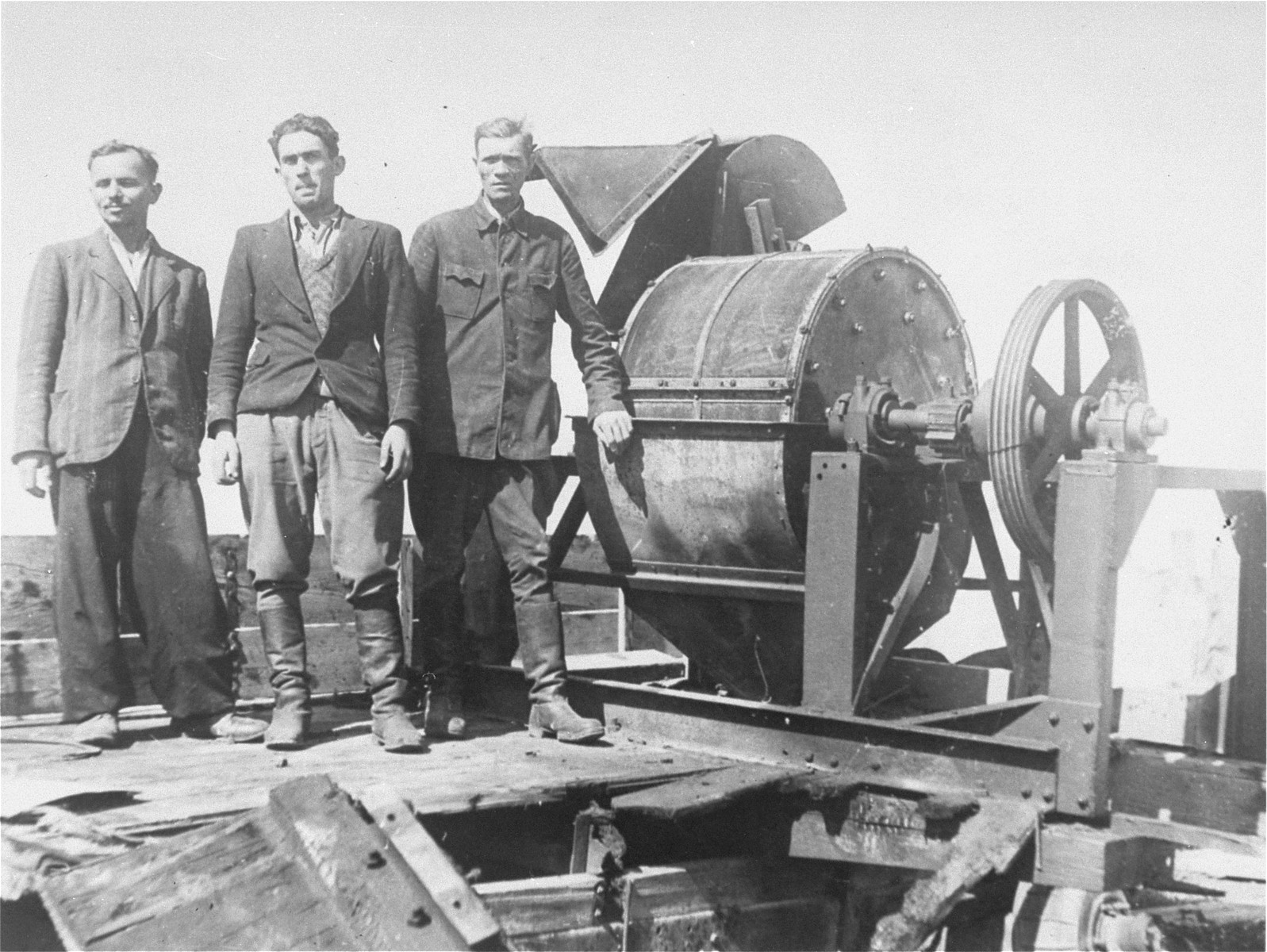
Зондеркоманда 1005

- 1942. В протоколе Ванзейской конференции нацистов планы массового уничтожения евреев названы «окончательным решением еврейского вопроса», а депортация в лагеря смерти — «переселением на Восток». В последующем отрицатели пришли к выводу, что истребление евреев никогда не входило в намерения ни Гитлера, ни нацистов[1].
- 1942—1944. Для сокрытия следов массовых убийств евреев нацисты и их пособники уничтожали захоронения в лагерях смерти Белжец, Собибор и Треблинка, а также в других местах. Для этого проводилась специальная операция Sonderaktion 1005 по эксгумации могил и уничтожению трупов[2].
- 1943. В своём выступлении в Познани перед руководителями СС рейхсфюрер Генрих Гиммлер отметил, что уничтожение евреев будет храниться в тайне и не будет документировано[2]. В этом же году шотландский ультраправый политик и антисемит Александр Ратклиф выпустил брошюру «Правда о евреях!», в которой заявил, что не существует ни одного доказанного случая, когда немцы незаконно убивали евреев[3].

## С 1945 до 1970 года
- 1947. Французский фашист Морис Бардеш[англ.] выпустил брошюру, в которой писал, что свидетельства массового уничтожения сфабрикованы, люди умирали в концлагерях из-за голода и болезней, а также обвинял евреев в разжигании войны. Американский историк Гарри Элмер Барнс писал, что Вторую мировую войну развязали союзники, а немцев в этом несправедливо обвиняют[1].
- 1948. Французский социалист и бывший заключенный концлагерей Поль Рассинье опубликовал книгу «Пересечение черты», где написал, что зверства нацистов сильно преувеличены и оправдывал преследование евреев немцами. В 1949 году он опубликовал «Ложь Улисса» с аналогичными тезисами[1].
- 1955. Уиллис Карто основал в Вашингтоне влиятельную ультраправую организацию «Лобби свободы». Организация выступала за «расово чистые» США, обвиняла евреев во всех мировых проблемах, с 1969 года и до своего банкротства в 2001 году публиковала литературу по отрицанию Холокоста[2][1].

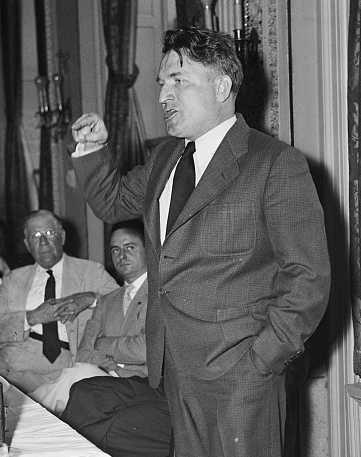
Джералд Смит

- 1959. Вышла антисемитская публикация американского священника Джеральда Л. К. Смита, «Крест и флаг». По утверждению Смита, 6 млн евреев не были убиты, а эмигрировали в США[2].
- 1964. Поль Рассинье опубликовал книгу «Драма европейского еврейства», в которой утверждал, что газовые камеры — выдумка «сионистской элиты»[2].
- 1966—1967. Гарри Элмер Барнс опубликовал ряд статей с утверждением, что союзники сознательно преувеличили нацистские зверства, чтобы оправдать агрессию против стран Оси[2].
- 1969. Дочернее предприятие «Лобби свободы» издательство Noontide Press опубликовало книгу «Миф о шести миллионах»[2][1].

## С 1970 по 2000 годы
- 1973. Профессор английской литературы в Университете ла Салля[англ.] в Филадельфии Остин Эпп[англ.] выпустил брошюру «Обман о шести миллионах: шантаж немецкого народа шокирующим числом сфальсифицированных трупов»[2].
- 1976. Профессор инженерных наук Северо-западного университета Артур Батц опубликовал книгу «Вымысел XX века: против воображаемого уничтожения европейских евреев». Батц был первым из отрицателей, кто попытался представить отрицание Холокоста как строго научное исследование[2].

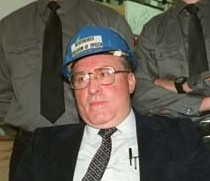
Эрнст Цюндель

- 1977. Эрнст Цюндель, гражданин Германии проживающий в Канаде, создал издательство Samisdat Publishers, которое публикует неонацистскую литературу, включая отрицание Холокоста. В 1985 году Цюндель был привлечён к суду за распространение заведомо ложной информации[2].
- 1977. Британский историк Дэвид Ирвинг опубликовал книгу «Война Гитлера», в которой утверждал, что большинство узников нацистских концлагерей не были убиты, а умерли от эпидемии тифа[2].
- 1978. Уильям Маккалден и Уиллис Карто создали в Калифорнии «Институт пересмотра истории». Институт стал ведущей организацией в теме отрицания Холокоста. Публикации маскируются под академические исследования[2].
- 1979. «Институт пересмотра истории» обещал награду в размере 50 тысяч долларов США тому, кто сможет доказать убийство евреев газом в Освенциме[4]. Выживший в лагере Мел Мермельштейн представил Институту своё свидетельство, а после отказа платить выиграл судебный процесс против Института[2].
- 3 июля 1981 года. Французский суд признал профессора литературы Робера Фориссона виновным в разжигании ненависти с помощью «исторической лжи»[2][5].

Робер Фориссон

- 9 октября 1981 года в рамках судебного процесса в США «Мермельштейн против Института пересмотра истории» была принята судейская осведомлённость, что Холокост — это неоспоримое историческое событие. Суд признал фактом убийство евреев в Освенциме летом 1944 года путём отравления газом[6].
- 1985. Канадский суд признал учителя Джеймса Кигстра виновным в «умышленном разжигания ненависти против определённой группы» в связи с пропагандой отрицания Холокоста и антисемитизма среди учащихся[2].
- 1985. В Германии принят закон, который дополнил уголовный кодекс запретом разжигания ненависти, в том числе путём отрицания Холокоста[2].
- 1986. 8 июля израильский парламент принял закон об уголовной ответственности за отрицание Холокоста[2].
- 1987. Брэдли Смит и Марк Вебер основали «Комитет открытых дебатов по Холокосту». В начале 1990-х годов от имени Комитета Смит организовал рекламную кампанию в более чем десятке газет американских колледжей под заголовком «История Холокоста: что в ней не так? Тема для широкой дискуссии». Кампания Смита вызвала широкие дебаты о границах свободы слова[2].
- 1987. Жан-Мари Ле Пен, лидер крайней правой французской партии «Национальный фронт» заявил, что газовые камеры были всего лишь «мелочью» в масштабах Второй мировой войны. На президентских выборах во Франции Ле Пен занял 4-е место[2].
- 1987. Шведский писатель марокканского происхождения Ахмед Рами начал вещание радио Ислам в Швеции. Станция описывает Холокост как «сионистский вымысел». На сайте выложены «Протоколы сионских мудрецов», «Майн кампф» и других антисемитские тексты[2].
- 1988. По просьбе Эрнста Цюнделя Фред Лейхтер проводит исследование взорванных немцами развалин газовых камер Освенцима. По результатам он публикует так называемый отчёт Лейхтера. Согласно этому отчёту, никаких следов отравляющего газа в развалинах нет. Учёные-химики указали на грубые методологические ошибки Лейхтера, приведшие его к неверным выводам[2].
- 1989. Расист и отрицатель Холокоста Дэвид Дюк победил на выборах в законодательное собрание штата Луизиана. Литературу по отрицанию Холокоста он распространял прямо в своем офисе[2].
- 1990. После того, как штат Иллинойс ввёл в программу общественных школ изучение Холокоста Ингеборг и Сафет Сарич забрали из школы свою 13-летнюю дочь и организовали кампанию протеста[1].
- 1990. 13 июля парламент Франции принял так называемый Закон Гейссо[англ.], согласно которому оспаривание масштаба или факта преступлений против человечности (как это определено в Лондонской хартии 1945 года) является уголовным преступлением. Этот был первый законодательный акт в Европе, в явном виде запрещающий отрицание Холокоста[2].
- 1990. В ходе судебного разбирательства против Фреда Лейхтера в США выяснилось, что он никогда не имел диплома инженера и не имеет образования в области биологии, токсикологии и химии. Отрицатели ссылались на его отчет как на доказательство отсутствия убийств газом в Освенциме[2].
- 1990. Шведский суд приговорил Ахмеда Рами к шести месяцам тюрьмы за «разжигание ненависти» и отозвал на год лицензию на вещание у «Радио Ислам»[2].
- 1991. Американская историческая ассоциация — старейшее профессиональное объединение историков — заявила, что для историков не существует вопроса был ли на самом деле Холокост[2].
- 1992. Австрия приняла закон о запрете отрицания и тривиализации Холокоста[2]. 19 ноября в Вайнхайме (Германия) прошла первая международная конференция отрицателей[7].
- 1998. Польша приняла закон об Институте национальной памяти, содержащий также положения о различных формах отрицания и искажения фактов истории Холокоста[2]. 7—9 августа в Аделаиде (Австралия) состоялась вторая международная конференция отрицателей[7].
- 1999. Польский профессор Дариуш Ратайчак осуждён за отрицание Холокоста[2].
- 2000. Правительства 46 стран подписывают Стокгольмскую декларацию, в которой говорится о необходимости «отстаивать правду о Холокосте и разоблачать тех, кто её отрицает»[2][8].
- 2000. 11 апреля объявлен приговор британского суда по иску Дэвида Ирвинга к Деборе Липштадт и издательству Пингвин Букс. Претензии Ирвинга отвергнуты, в приговоре он назван антисемитом и расистом[2].

## В XXI веке
- 2001 6−7 октября в Триесте (Италия) состоялась международная конференция отрицателей «Ревизионизм и достоинство побежденных стран»[7].
- 2002. Румыния принимает закон о криминализации отрицания Холокоста[2]. 26-27 января в Москве (Россия) состоялась «Международная конференция по глобальным проблемам всемирной истории» с пропагандой отрицания Холокоста[7].
- 2002. Шведский суд приговорил неонациста Фредрика Сандберга к двум годам тюрьмы за повторную публикацию брошюры «Еврейский вопрос» времён Третьего рейха[2].
- 2005. В прямом эфире 14 декабря президент Ирана Махмуд Ахмадинежад называет Холокост «мифом».
- 2006. Правительство Ирана спонсировало конференцию отрицателей Холокоста в Тегеране «Обзор Холокоста: глобальное видение».
- 2007. 26 января Организация Объединённых Наций приняла резолюцию, осуждающую отрицание Холокоста. Генеральная Ассамблея заявила, что отрицание «равносильно утверждению геноцида во всех его формах».
- 2007. В Евросоюзе принят общий закон, признающий преступлением разжигание розни по отношению к любой группе по признаку цвета кожи, расы, национальности или гражданства. Отрицание Холокоста в законе напрямую не упоминается[9].
- 2009. Британский католический епископ Ричард Уильямсон заявил, что в немецких концлагерях было убито только 200—300 тысяч евреев, а газовых камер там не было. Ватикан призвал епископа отказаться от этого заявления[10].
- 2010. Брэдли Смит начал онлайновую рекламную кампанию отрицания Холокоста. Интернет становится основной средой распространения взглядов отрицателей.
- 2020. Правительство Германии приняло решение о финансировании создания Глобальной целевой группы против отрицания Холокоста и искажения его фактов[2].
- 2022. 20 января Генеральная ассамблея ООН приняла внесенную совместно Германией и Израилем резолюцию, которая отвергает и безоговорочно осуждает любое полное или частичное отрицание Холокоста как исторического события[11].